# Hyōka
Hyōka (jap. 氷菓) – powieść młodzieżowa napisana przez Honobu Yonezawę, opublikowana w 2001 roku. Pierwsza część cyklu Koten-bu (jap. 古典部) opowiadającego o grupie licealistów rozwiązujących „tajemnice dnia codziennego”.
W 2012 roku emitowany był telewizyjny serial anime bazujący na pierwszych czterech częściach cyklu Koten-bu. W tym samym roku zaczęła być także publikowana adaptacja cyklu w formie mangi. W 2017 roku premierę miał film aktorski.

## Fabuła
Na prośbę starszej siostry, uczeń liceum Hotaro Oreki dołącza do Klubu Literatury Klasycznej, aby zapobiec jego likwidacji. Wraz z nim dołączają również: Eru Chitanda, Satoshi Fukube i Mayaka Ibara. Historia rozgrywa się w Kamiyamie, fikcyjnym mieście w prefekturze Gifu, które autor oparł na swoim prawdziwym mieście rodzinnym, Takayamie, również w Gifu. Fikcyjne liceum Kamiyama wzorowane jest na prawdziwym liceum Hida. Bohaterowie zajmują się rozwiązywaniem różnych zagadek, zarówno po to, by pomóc w działalności swojego klubu, jak i na prośbę Eru.

## Bohaterowie
Hotaro Oreki (jap. 折木 奉太郎 Oreki Hōtarō)
Seiyū: Yūichi Nakamura 
Eru Chitanda (jap. 千反田 える Chitanda Eru)
Seiyū: Satomi Satō 
Satoshi Fukube (jap. 福部 里志 Fukube Satoshi)
Seiyū: Daisuke Sakaguchi 
Mayaka Ibara (jap. 伊原 摩耶花 Ibara Mayaka)
Seiyū: Ai Kayano 